# Lewis A. Swift
Lewis A. Swift (Clarkson, New York, 1820. február 29. – Marathon, New York, 1913. január 5.) amerikai csillagász, matematikus.

## Munkássága
Fiatalkorában vonzotta az elektromosság és a mikroszkopizálás. Az 1850-es években kezdett csillagászattal foglalkozni, távcsövével Cortlandből, majd Rochesterből vizsgálta az égboltot, és több üstököst fedezett fel. Később a bécsi Akadémia aranyéremmel jutalmazta munkáit, ezután teljes mértékben a csillagászat felé fordult. Hulbert Harrington Warner támogatásával csillagvizsgálót rendezett be, ahol több üstököst és 900 addig ismeretlen halvány ködfoltot fedezett fel. A párizsi Tudományos Akadémia Lalande aranyéremmel jutalmazta. Rengeteg NGC-objektum felfedezése fűződik a nevéhez.